# Тельвисочный сельсовет
Тельвисочный сельсовет — сельское поселение в Заполярном районе Ненецкого автономного округа Российской Федерации.
Административный центр — село Тельвиска.

## География
Населённые пункты МО «Тельвисочный сельсовет» расположены на берегах реки Печора и её рукавов.
Село Тельвиска и деревня Макарово находятся в 5 км выше по реке от Нарьян-Мара.
Деревня Устье находится в 30 км от Нарьян-Мара, выше по течению Печоры.
Крупнейшие озера: Городецкое, Косомельское, Казённое, Большой Косвис, Большой Кертуй, Квасты, Волкино, Марсино.

## История
Статус и границы сельского поселения установлены Законом Ненецкого автономного округа от 24 февраля 2005 года № 557-ОЗ «Об административно-территориальном устройстве Ненецкого автономного округа».

## Население
| 1999 | 2010 | 2011 | 2012 | 2013 | 2014 | 2015 | 2016 | 2017 |
| ---- | ---- | ---- | ---- | ---- | ---- | ---- | ---- | ---- |
| 947  | ↘682 | ↗700 | ↘645 | ↘622 | ↘582 | ↘573 | ↗579 | ↗604 |
| 2018 | 2019 | 2020 | 2021 | 2023 |      |      |      |      |
| ↘584 | ↗595 | ↘584 | ↘569 | ↘559 |      |      |      |      |

## Состав сельского поселения
| № | Населённый пункт | Тип населённого пункта       | Население |
| - | ---------------- | ---------------------------- | --------- |
| 1 | Макарово         | посёлок                      | ↘206      |
| 2 | Тельвиска        | село, административный центр | ↘454      |
| 3 | Устье            | деревня                      | ↘22       |

## Экономика
Основное занятие населения — оленеводство и молочное животноводство.